# Особняк Грекова (Таганрог)
Особняк Грекова — полутораэтажный особняк первой четверти XIX века в центре Таганрога, выполненный в стиле классицизм. Расположен по адресу ул. Чехова, 121. Ансамбль застройки Чеховской улицы вместе с домом Грекова входит в перечень объектов культурного наследия регионального значения. В настоящее время в особняке располагается бутик-отель «Пушка» с банкетным залом.

## Описание
Особняк Грекова считается лучшим образцом классицизма в Таганроге. Дом служит типичным примером городского усадебного дома. Портик опирается на шесть колонн коринфского ордера, которые соединены стальной решеткой и образуют балкон бельэтажа, лежащий на выступе полуподвала. Каждой колонне соответствует пилястра на фасаде, украшенная сложной лепкой. Колонны поддерживают антаблемент с прямоугольными зубчиками по карнизу. Антаблемент венчает аттик, дополненный тремя нишами. Входная дверь находится не на главной оси, что является недостатком фасада.

## История
Особняк на перекрестке улицы Полицейской (Чехова) и переулка Соборного (Красного) был построен в 1825 году для сына Д. Е. Грекова — Т. Д. Грекова, участника русско-турецкой войны 1787—1791, наполеоновских войн 1805—1807, Отечественной войны 1812 года. Архитектура была типична для того времени: длинный фасад по переулку имел семь окон, входная дверь находилась со стороны двора. Фасад был обращен в сторону площади, которая к этому времени была осушена и выровнена.
Спустя три года у Т. Д. Грекова родился сын Николай, ставший впоследствии казачьим генералом. В 1831 году Тимофей Дмитриевич умер, оставив единственному сыну богатое наследство. Дом Грековых постепенно начал оседать, и в 1840 году сын Тимофея Дмитриевича, молодой корнет гвардии, Николай Греков, единственный наследник огромного состояния, произвёл ремонт здания. Оказавшись хозяином огромных имений, Греков младший запланировал капитальную перестройку дома, для этой цели он взял кредит под залог своей недвижимости. После перестройки дом приобрел новый вид. Он был выдержан в стиле позднего ампира. Центральная часть фасада, обращённого к бывшей Александровской площади, выделена шестиколонным портиком с капителями коринфского ордера; фронтон прямоугольной формы с тремя орнаментами; по карнизу расположены зубчики. Во дворе был устроен огромный бассейн для сбора дождевой воды, стекающей с крыши дома.
Расходы на фамильные имения превысили доходы. Греков не мог выплатить кредит, поэтому в 1876 году вышел Указ Его Императорского Величества Самодержца Всероссийского Александра II о назначении опекунов над недвижимостью и имениями отставного корнета Николая Грекова в Донецком и Миусском округах и в Таганроге. Дело было возбуждено Полицмейстером Таганрога в связи с задержкой погашения кредита, полученного от Таганрогского отделения Государственного Банка.
Имения Грекова были частично распроданы, дом в Таганроге приобрел купец Яков Хлытчев. В 1898 году его оценочная стоимость составляла 3000 руб. В 1906 году дом Грекова перешёл в собственность Сандре Шилговой, оценочная стоимость выросла до 6300 руб. Последними хозяевами домовладения с 1911 года и до революции были Карл Фердинандович Юнг и Софья Ефимовна Броневская. Дом оценивался уже в 20 000 рублей. Многочисленные хозяева сдавали помещения в аренду.
При советской власти дом был национализирован, и его отдали под мастерскую наглядных пособий потребкооперации, потом под опытную станцию шелководства (1922—1924 гг.). Затем в здании разместились коммунальные квартиры. Внутри были поставлены перегородки, сделаны новые входы, убраны лепные карнизы и потолочные ангелы. Стены дома стремительно ветшали, здание пострадало в годы Великой Отечественной войны во время налётов вражеской авиации. В 1994 году строение взял в аренду филиал банка «Донинвест». Банк финансировал основательные реставрационные работы, проведённые в течение года по проекту компании «Спецпроектреставрация», благодаря которым здание вновь обрело свой первоначальный облик.
В 2025 году семья Архипенко осуществила реставрацию, главной задачей которой являлось бережное сохранение культурного наследия в первозданном виде.
В настоящее время, здание адаптировано в бутик-отель "Пушка", который является частью образа Таганрога-старейшего и неповторимого города на Юге России, основанного Петром Великим.
Пушка, как один из символов далекой эпохи, служит отсылкой к истории особняка и его первоначального владельца в лице Т. Д. Грекова(1770-1831) - генерал-майора русской императорской армии, отличившегося во время наполеоновских войн.
В 1813 году, Т.Д. Греков, командовавший Атаманским полком, захватил 22 пушки в битве при Лейпциге и был награждён за этот подвиг чином генерал-майора.